# ترایمف سگ کمدین توهین‌کننده
ترایمف سگ کمدین توهین‌کننده (انگلیسی: Triumph, the Insult Comic Dog) یک شخصیت عروسکی است که توسط رابرت اسمیگل خلق شده‌است. ترایمف معمولاً در حال کشیدن سیگار برگ است و در برنامه‌های شبانه کونن اوبراین حضور دارد.